# Râul Stejaru
Râul Stejaru este un curs de apă, afluent al râului Bistrița. 

## Hărți
- Harta Munții Neamțului - Stânișoara  Arhivat în 22 iulie 2011, la Wayback Machine.
- Harta Munții Bistriței  Arhivat în 20 septembrie 2008, la Wayback Machine.